# Kjelsåsbanen
Kjelsåsbanen er en del af Oslos sporveje, der går mellem Storo og Kjelsås. Strækningen betjenes af linje 11 og 12 i hele driftstiden. Storo bliver også betjent af linje 13 til Grefsen Station. Hele strækningen ligger på Grefsenveien. I Storo kan der skiftes til T-banen, mens endestationen i Kjelsås ligger ca. 300 m fra Kjelsås Station på Gjøvikbanen.

## Historie
Kjelsåsbanen blev åbnet 25. september 1934 som en forlængelse af Grünerløkka–Torshov-linjen mellem Stortorvet og Grefsen Station.
22. november 2002 blev Kjelsåsbanen nedlagt mellem Disen og Kjelsås af Oslo Sporveier. Nøjagtig to år senere, 22. november 2004, blev den genåbnet som følge af stort folkeligt engagement. Forud for genåbningen var strækningen blevet opgraderet.
Indtil 2. oktober 2011 blev Kjelsås betjent af linje 12, mens linje 11 kun kørte til Disen. Trafikselskabet Ruter besluttede sig imidlertid for at bytte om på dem for at forbedre rettigheden, da linje 11 i den modsatte ende har en noget kortere vej mellem Jernbanetorget og Majorstuen end linje 12. Fra 2. oktober 2011 til 2. april 2017 kørte linje 12 derfor kun til Kjelsås tidligt om morgenen, om aftenen og i weekenderne. Resten af tiden endte den i Disen. Siden 2. april 2017 kører både linje 11 og 12 imidlertid til Kjelsås i hele driftstiden.